# Öra, Hammarland
Öra är en ö i Hammarland på Åland i sundet Marsund som skiljer Hammarland och Eckerö. Ön korsas av landskapsväg 1, som genom en vägbank förenar ön med Eckerö västerut medan en bro förenar den med Hammarland åt nordost. På 2010-talet har Hammarlands kommun planlagt och färdigställt ett bostadsområde på Öra. Vid Öra finns en liten gästhamn med bränsleförsäljning. Ön är omkring 55 hektar, 1,6 kilometer lång i nord-sydlig riktning och omkring 0,5 kilometer bred.